# Kraftwerk Ohau B
Das Kraftwerk Ohau B (englisch Ohau B power station) ist ein Wasserkraftwerk auf der Südinsel Neuseelands in der Region Canterbury. Die Gemeinde Twizel liegt ungefähr drei Kilometer nördlich des Kraftwerks. Das Kraftwerk Ohau A befindet sich ungefähr sechs Kilometer nordwestlich von Ohau B, das Kraftwerk Ohau C ungefähr sieben Kilometer südöstlich.
Mit den Bauarbeiten wurde 1977 begonnen. Das Kraftwerk ging 1984 in Betrieb. Es ist im Besitz der Meridian Energy Limited und wird auch von Meridian Energy betrieben.

## Lake Ruataniwha
Das Kraftwerk Ohau B nutzt das Wasser des Lake Ruataniwha zur Stromerzeugung. Vom See führt ein 2,4 km langer Kanal in südöstliche Richtung zum Kraftwerk. Das Wasser des Kanals wird dann durch vier Druckrohrleitungen zum Maschinenhaus des Kraftwerks geleitet. Die Fallhöhe beträgt dabei 47,5 m. Nachdem das Wasser das Kraftwerk passiert hat, fließt es durch einen weiteren Kanal zum Kraftwerk Ohau C.
Das normale Stauziel des Sees liegt bei 458,8 m (maximal 460 m bei Hochwasser), das minimale bei 458 m. Am See befindet sich ca. 200 m nördlich des Kanals ein Wehr. Über das Wehr können maximal 1700 m³/s abgeführt werden, die dann in den ansonsten ausgetrockneten Ōhau River abgeleitet werden.

## Kraftwerk
Das Kraftwerk Ohau B verfügt über eine installierte Leistung von 212 (bzw. 222) MW. Die durchschnittliche Jahreserzeugung liegt bei 958 (bzw. 970) Mrd. kWh. Die 4 Francis-Turbinen leisten jede maximal 55,5 MW. Die Generatoren haben eine Nennspannung von 11 kV.